# Aannemelijkheidsquotiënttoets
In de statistiek is een aannemelijkheidsquotiënttoets, vaak ook aangeduid met de Engelse term likelihood-ratiotest, een parametrische toets die als toetsingsgrootheid een aannemelijkheidsquotiënt, of een functie daarvan, heeft. De toets vergelijkt de aannemelijkheid van de parameterwaarde(n) onder de nulhypothese met de aannemelijkheid van de waarde(n) onder de alternatieve hypothese en verwerpt de nulhypothese als de parameterwaarde(n) onder de alternatieve hypothese significant aannemelijker zijn dan die onder de nulhypothese. Veel klassieke toetsen, zoals de F-toets en de t-toets voor twee steekproeven kunnen als aannemelijkheidsquotiënttoets beschouwd worden.

## Enkelvoudige hypothesen
In het eenvoudige geval van een enkelvoudige nul- en alternatieve hypothese
{\displaystyle {\text{H}}_{0}:\theta =\theta _{0}}
tegen
{\displaystyle {\text{H}}_{1}:\theta =\theta _{1}(\theta _{1}\neq \theta _{0})},
is de toetsingsgrootheid van de aannemelijkheidsquotiënttoets gegeven door het aannemelijkheidsquotiënt (verondersteld dat dit goed gedefinieerd is)
{\displaystyle \Lambda (x_{1},\ldots ,x_{n})={\frac {L(\theta _{0}|x_{1},\ldots ,x_{n})}{L(\theta _{1}|x_{1},\ldots ,x_{n})}}={\frac {f_{\theta _{0}}(x_{1},\ldots ,x_{n})}{f_{\theta _{1}}(x_{1},\ldots ,x_{n})}}}
of equivalent door
{\displaystyle \Lambda (x_{1},\ldots ,x_{n})={\frac {L(\theta _{0}|x_{1},\ldots ,x_{n})}{\sup\{L(\theta |x_{1},\ldots ,x_{n}):\theta \in \{\theta _{0},\theta _{1}\}\}}}},
waarin {\displaystyle L} de aannemelijkheidsfunctie is en {\displaystyle f_{\theta }} de betrokken kansfunctie of kansdichtheid.
De nulhypothese wordt verworpen voor kleine waarden van het aannemelijkheidsquotiënt, immers in die gevallen is de alternatieve waarde {\displaystyle \theta _{1}} van de parameter aannemelijker dan de waarde {\displaystyle \theta _{0}}. Het kritieke gebied is dus:
{\displaystyle \{(x_{1},\ldots ,x_{n})|\Lambda (x_{1},\ldots ,x_{n})<c\}}
Volgens het lemma van Neyman en Pearson is deze aannemelijkheidsquotiënttoets de meest onderscheidende toets onder de toetsen met dezelfde onbetrouwbaarheid (statistiek).

## Samengestelde hypothesen
In het algemeen hebben de nul- en alternatieve hypothese de vorm
{\displaystyle {\text{H}}_{0}:\theta \in \Theta _{0}}
tegen
{\displaystyle {\text{H}}_{1}:\theta \in \Theta _{1}(\Theta _{1}\cap \Theta _{0}=\varnothing )}
Daarbij zullen in veel gevallen {\displaystyle \Theta _{0}} en {\displaystyle \Theta _{1}} een partitie vormen van de parameterruitme {\displaystyle \Theta }, zodat {\displaystyle \Theta _{1}} het complement is van {\displaystyle \Theta _{0}}.
De toetsingsgrootheid van de aannemelijkheidsquotiënttoets wordt gegeven door het quotiënt
{\displaystyle \Lambda (x_{1},\ldots ,x_{n})={\frac {\sup _{\theta \in \Theta _{0}}L(\theta |x_{1},\ldots ,x_{n})}{\sup _{\theta \in \Theta }L(\theta |x_{1},\ldots ,x_{n})}}},
waarin
{\displaystyle L(\theta |x_{1},\ldots ,x_{n})=f_{\theta }(x_{1},\ldots ,x_{n})}
de aannemelijkheidsfunctie is, met {\displaystyle f_{\theta }} de betrokken kansfunctie of kansdichtheid.
De nulhypothese wordt ook hier verworpen voor kleine waarden van het aannemelijkheidsquotiënt. Het kritieke gebied is dus:
{\displaystyle \{(x_{1},\ldots ,x_{n})|\Lambda (x_{1},\ldots ,x_{n})<c\}}

### Opmerking
Sommige auteurs definiëren op equivalente wijze het aannemelijkheidsquotiënt als het omgekeerde van het hier gedefinieerde.

## Verdeling onder de nulhypothese
Voor het bepalen van de bovengenoemde kritieke waarde {\displaystyle c} is de verdeling onder de nulhypothese nodig van de toetsingsgrootheid {\displaystyle \Lambda }. In veel gevallen is deze verdeling zeer moeilijk te bepalen of niet exact bekend, maar is wel een asymptotische benadering mogelijk.

## Logaritme
In veel gevallen zal de toets uitgevoerd worden met een aselecte steekproef. Dan is de simultane verdeling bepaald door:
{\displaystyle f_{\theta }(x_{1},\ldots ,x_{n})=f_{\theta }(x_{1})\cdot \ldots \cdot f_{\theta }(x_{n})}
Het is dan veelal eenvoudiger om te werken met de logaritme van de aannemelijkheidsfunctie:
{\displaystyle \log L(\theta |x_{1},\ldots ,x_{n})=\log f_{\theta }(x_{1},\ldots ,x_{n})=\log \left(f_{\theta }(x_{1})\cdot \ldots \cdot f_{\theta }(x_{n})\right)=\log f_{\theta }(x_{1})+\ldots +\log f_{\theta }(x_{n})}
Omdat de logaritme monotoon stijgend is, zal de toets gebaseerd op de logaritme van het aannemelijkheidsquotiënt equivalent zijn met de aannemelijkheidsquotiënttoets zelf.

## Voorbeeld
De stochastische variabelen {\displaystyle X_{1},\ldots ,X_{n}} vormen een aselecte steekproef uit een normale verdeling met bekende variantie {\displaystyle \sigma ^{2}} en onbekende verwachtingswaarde {\displaystyle \mu }. Voor het toetsen van 
{\displaystyle {\text{H}}_{0}:\mu =\mu _{0}}
tegen 
{\displaystyle {\text{H}}_{1}:\mu =\mu _{1}<\mu _{0}}
met de aannemelijkheidsquotiënttoets is de toetsingsgrootheid:
{\displaystyle \Lambda (X_{1},\ldots ,X_{n})=\exp \left({\frac {1}{2\sigma ^{2}}}\sum _{i=1}^{n}\left((X_{i}-\mu _{1})^{2}-(X_{i}-\mu _{0})^{2}\right)\right)=}
{\displaystyle =\exp \left({\frac {1}{\sigma ^{2}}}\sum _{i=1}^{n}X_{i}(\mu _{0}-\mu _{1})\right)\exp \left(-{\frac {n}{2\sigma ^{2}}}(\mu _{0}^{2}-\mu _{1}^{2})\right)}
De nulhypothese wordt verworpen voor kleine waarden van {\displaystyle \Lambda }, wat erop neerkomt dat
{\displaystyle \sum _{i=1}^{n}X_{i}<c}
of equivalent
{\displaystyle {\bar {X}}<c'},
wat de bekende Gauß-toets oplevert.
In dit geval zou ook goed de logaritme van het aannemelijkheidsquotiënt gebruikt kunnen worden:
{\displaystyle \log \Lambda (X_{1},\ldots ,X_{n})={\frac {1}{\sigma ^{2}}}\sum _{i=1}^{n}X_{i}(\mu _{0}-\mu _{1})-{\frac {n}{2\sigma ^{2}}}(\mu _{0}^{2}-\mu _{1}^{2})}